# 罗伯茨国际机场
06°14′02″N 010°21′44″W / 6.23389°N 10.36222°W

罗伯茨国际机场是利比里亚共和国最主要的国际机场，位于马及比县的哈贝尔，主要为该国首都蒙罗维亚服务，以该国开国总统约瑟夫·詹金斯·罗伯茨的名字命名。

## 航空公司與目的地
| 航空公司       | 目的地             |
| -------------- | ------------------ |
| 阿瑞克航空     | 拉哥斯、阿克拉     |
| Med-View航空   | 阿克拉、自由城     |
| 非洲世界航空   | 阿克拉             |
| 象牙海岸航空   | 阿必尚、自由城     |
| 摩洛哥皇家航空 | 卡薩布蘭卡、自由城 |
| 肯亞航空       | 奈洛比、阿克拉     |
| 布魯塞爾航空   | 布魯塞爾、自由城   |
| 荷蘭皇家航空   | 阿姆斯特丹、自由城 |